# Зарыслы
Зарыслы (азерб. Zarıslı) — село в Шушинском районе Азербайджана, является центром Зарыслинского сельского административно-территориального округа.

## География
Село Зарыслы является центром Зарыслинского сельского административно-территориального округа Шушинского района, при этом в состав этого сельского административно-территориального округа входит также и село Набиляр. Село расположено на высоте 1528 м в центральной части Шушинского района, на берегу реки Зарыслычай, являющегося притоком реки Гаргарчай.

## История
Село Зарыслы в XIX веке принадлежало ханской дочери азербайджанской поэтессе Хуршидбану Натаван.
В советский период село входило в состав Шушинского района который в свою очередь входил в состав Нагорно-Карабахской автономной области (НКАО) Азербайджанской ССР.
2 сентября 1991 года на совместной сессии Нагорно-Карабахского областного и Шаумяновского районного Советов народных депутатов была принята Декларация о провозглашении Нагорно-Карабахской Республики в границах Нагорно-Карабахской автономной области (НКАО) и сопредельного Шаумяновского района Азербайджанской ССР.
26 ноября 1991 года Верховный Совет Азербайджанский Республики принял Закон «Об упразднении Нагорно-Карабахской автономной области Азербайджанской Республики», согласно которому среди прочего Шушинский район был включён в число районов республиканского подчинения.
Село сильно пострадало в результате Карабахского конфликта. Во время Первой карабахской войны вокруг Зарыслы были бои. Село было занято армянскими вооружёнными формированиями в 1992 году и стало контролироваться непризнанной Нагорно-Карабахской Республики (НКР), и согласно административно-территориальному делению непризнанной республики населённый пункт находился на территории Шушинского района НКР.
Согласно трёхстороннему заявлению в ночь с 9 по 10 ноября 2020 года, подписанному по итогам Второй карабахской войны, село перешло под контроль Российских миротворческих сил.
В результате боевых действий произведённых Вооружёнными Силами Азербайджана в Карабахе 19-20 сентября 2023 года, село было возвращено под контроль Азербайджана.

## Население
До перехода под контроль непризнанной НКР, село имело исключительно азербайджанское население. В годы Российской империи село Зарыслы (Зарыслу) находилось в составе Шушинского уезда Елизаветпольской губернии. По данным «Кавказского календаря» на 1912 год в селе проживало 1139 человек, в основном азербайджанцев, указанных в календаре как «татары». По данным переписи 1921 года, в селе проживало 363 человека — так же в основном азербайджанцы, указанные как «тюрки». По данным на 1986 год в селе проживало 194 человека — все азербайджанцы.

## Достопримечательности
Неподалёку от села находятся руины крепости Зарыс.